# Jenkin Coles

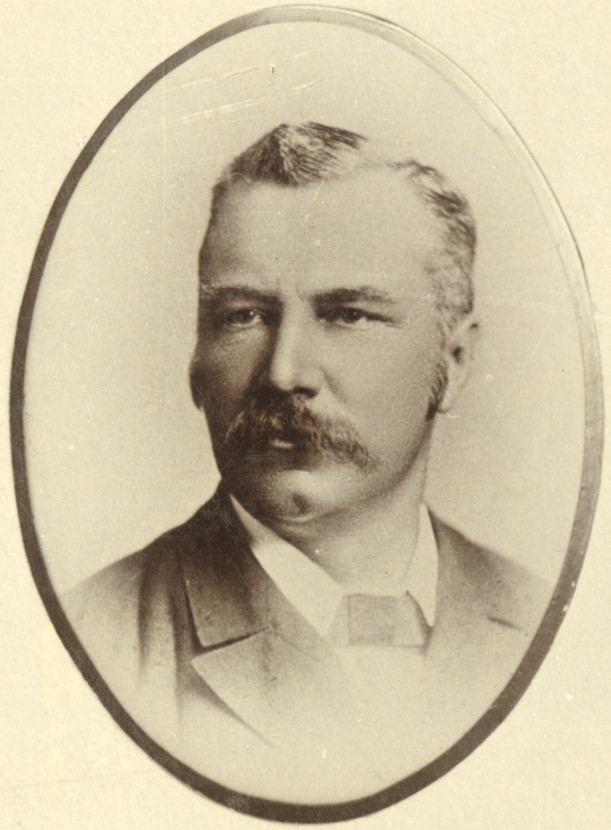
Sir Jenkin Coles (1900)

Hon. Sir Jenkin Coles, GCMG (* 19. Januar 1842 (nach anderen Angaben: 1843) in  Liverpool, Sydney, New South Wales; † 6. Dezember 1911 in Glenelg, South Australia) war ein australischer Politiker der National Defence League und später der Liberal Union, der unter anderem zwischen 1875 und 1878 sowie erneut von 1881 bis 1911 Mitglied sowie zwischen 1890 und 1911 Sprecher des South Australian House of Assembly war. Er hat mit mehr als 21 Jahren die zweitlängste Amtszeit als Speaker nach Robert Nicholls. Darüber hinaus war er zeitweise Minister.

## Leben

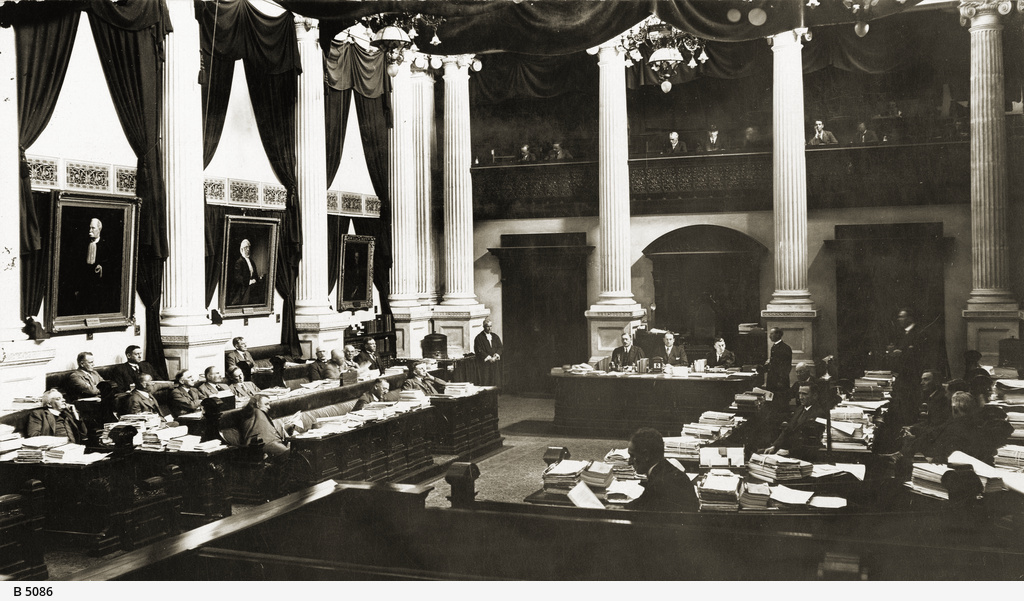
Der Sitzungssaal des South Australian House of Assembly, dessen Mitglied und Sprecher Coles war.

Jenkin Coles, ältester Sohn des Zöllners Jenkin Coles und dessen Ehefrau Caroline Coles, kehrte 1849 mit seiner Familie nach England zurück, wo er die 1552 gegründete Christ’s Hospital School in Horsham besuchte. 1854 wanderte die Familie nach South Australia aus und er wurde Angestellter bei der River Murray Navigation Co, ehe er 1859 Mitarbeiter im Adelaide Hospital wurde. 1861 scheiterte er mit einem Antrag auf Aufnahme in die Erkundungsgruppe des Geometers und Entdeckungsreisenden John McDouall Stuart, der als erster Europäer den australischen Kontinent von Süden nach Norden und zurück durchquerte. Daraufhin wurde er berittener Polizist in der Örtlichkeit Overland Corner und schließlich 1864 Auktionator, Lager- und Stationsagent in Kapunda. 
Am 17. Mai 1875 wurde Coles im neu geschaffenen Drei-Personen-Wahlkreis Light erstmals zum Mitglied des South Australian House of Assembly gewählt, des Unterhauses des Parlaments von South Australia, und vertrat diesen Wahlkreis bis zu seiner Niederlage gegen Frank Skeffington Carroll bei der Wahl am 16. April 1878. Bei der Wahl am 25. April 1881 wurde er abermals im Drei-Personen-Wahlkreis Light zum Mitglied der Legislativversammlung gewählt, wobei er den bisherigen Wahlkreisinhaber James White durchsetzen konnte, und vertrat diesen Wahlkreis bis zu dessen Auflösung am 2. Mai 1902. Am 16. Juni 1884 wurde er in die zweite Regierung von Premier John Colton berufen und bekleidete in dieser bis zum 4. Februar 1885 zunächst das Amt als Minister für Ländereien der Krone und Einwanderung (Commissioner of Crown Lands and Immigration) sowie nach einer Regierungsumbildung zwischen dem 2. Februar und dem 16. Juni 1885 als Minister für öffentliche Arbeiten (Commissioner of Public Works). 1886 fungierte er als Oppositionsführer (Leader of the Opposition) in der Legislativversammlung. Das Amt als Minister für Ländereien der Krone und Einwanderung hatte er erneut vom 11. Juni 1887 bis zum 27. Juni 1889 in der ersten Regierung von Premier Thomas Playford II inne. Am 19. Dezember 1889 wurde ihm der Höflichkeitstitel The Honourable verliehen.
Am 5. Juni 1890 wurde Jenkin Coles als Nachfolger des früheren Premiers Sir John Cox Bray als Speaker zum Sprecher des House of Assembly gewählt. Er bekleidete das Amt des Parlamentspräsidenten bis zum 17. November 1911, woraufhin sein bisheriger Stellvertreter Harry Jackson von der United Labor Party seine Nachfolge antrat. Für seine Verdienste wurde er am 1. Januar 1894 als Knight Commander des Order of St Michael and St George (KCMG) nobilitiert, wodurch er fortan das Prädikat „Sir“ führte.
Bei der Wahl am 3. Mai 1900 wurde er für die National Defence League (NDL) im neu geschaffenen Drei-Personen-Wahlkreis Wooroora erneut zum Mitglied des House of Assembly gewählt und wechselte am 2. April 1910 zur Liberal Union. Er war nicht bereit, in den Ruhestand zu gehen, als ihn 1911 eine Krankheit überkam und sein Sohn seinen Rücktritt kurz vor Coles‘ Tod am 6. Dezember 1911 an der Bright-Krankheit dem Parlament übermittelte. Daraufhin wurde sein Mandat wegen Abwesenheit am 17. November 1911 für vakant erklärt (Seat Vacated by Absence without Leave). Bei der Wahl am 10. Februar 1912 gewann Oscar Duhst von der Liberal Union das Mandat im Drei-Personen-Wahlkreis Wooroora.
Aus seiner am 9. Mai 1865 in der St. Francis Xavier’s Cathedral in Adelaide geschlossenen Ehe mit Ellen Henrietta Briggs gingen sieben Töchter und vier Söhne hervor.

## Hintergrundliteratur
- S. Godwin: The Land for the People, B.A. Thesis, University of Adelaide, 1961
- Parliament of South Australia: Statistical Record of the Legislature 1836–2007 (Memento vom 11. März 2019 im Internet Archive)
- Gordon Desmond Combe: Responsible Government in South Australia, Band 1, Wakefield Press, 2009, ISBN 978-1-86254-843-5 (Onlineversion (Auszug))